# 水戸ホーリーホックマガジン
水戸ホーリーホックマガジン（みとホーリーホックマガジン）は、2004年4月2日から2013年6月25日まで茨城放送（現在のLuckyFM茨城放送）で放送していた水戸ホーリーホック応援番組である。

## 概要
ラジオ版週刊誌という内容で、放送開始時に古瀬俊介が、｢水戸ホーリーホックマガジン、○月×日号！スタート（○月×日には、その放送日の日付が入る）｣というコールで番組がスタートした。水戸ホーリーホックの直近のゲームレポートや、選手インタビューを放送した。

## 番組の歴史
元々この番組は前身番組があり、1998年頃に「松井裕子の気ままにアフタヌーン」の火曜日のワンコーナーで水戸ホーリーホック（当時JFL）の情報コーナーがあった。

その後1999年春に「気ままにアフタヌーン」が15時55分までに短縮したのにともない、「ニュース2000」の月曜日の16時25分からのトゥディのコーナーに移動した。その後一旦水戸ホーリーホックの情報番組は廃止されるが、2002年に古瀬自らが担当する「俊介の朝から満塁ホームラン」の火曜日11時15分からのコーナーで水戸ホーリーホック情報として復活した。その後「俊介・章子の昼までドンドン」とリニューアルしてからも昼ドン玉手箱の火曜日でこのコーナーが続き、2004年春にこの番組がスタートした。
番組では毎回水戸ホーリーホック所属選手が登場し、試合での様子や素顔、質問に答えるインタビューコーナーを中心にチームのゲームハイライトやお知らせなどを放送していた。

## 放送時間
当初の放送時間は金曜22：20から。その後2004年度のナイターオフシーズンは金曜の18:45 - 18:55に枠移動し、2005年のナイターインシーズンからは月曜と火曜の夜（主に20時台 - 21時台）を行き来していた。ナイターインシーズンは月曜日、ナイターオフシーズンは火曜日に放送していた。
- 放送日時
  - 最終回時点での放送時間　火曜20:00 - 20:15
- パーソナリティー：古瀬俊介（放送当時は茨城放送アナウンサー）